# Осада Акраганта
Осада Акраганта — состоялась в апреле — декабре 406 до н. э. в ходе Карфагенской войны 409—405 до н. э.

## Кампания 406 до н. э.
После высадки на Сицилии в ходе кампании 406 до н. э. войско Ганнибала Магона осадило Акрагант. Город с двухсоттысячным населением считался богатейшим на Сицилии и процветал за счет торговли с Карфагеном, куда экспортировал свою сельскохозяйственную продукцию.
Ожидая нападения, акрагантцы свезли в город продовольствие со своей хоры, мобилизовали все способное носить оружие население, призвали на службу спартанца Дексиппа, который привел 1500 наёмников, а также приняли 800 кампанцев, до этого служивших карфагенянам. Эти наёмники заняли господствовавший над городом холм Афенеон.

## Начало осады
Подойдя к городу, карфагеняне устроили два лагеря — один на холмах, где разместились иберы и африканцы, другой, окруженный рвом и частоколом, — рядом с городом. Акрагантцам они предложили стать союзниками или, по крайней мере, сохранять нейтралитет, и, когда те отказались, началась осада.
Обнаружив слабое место в системе городских укреплений, Ганнибал построил две огромные осадные башни, с помощью которых атаковал этот участок, нанеся защитникам большой урон. Ночью акрагантцы сделали вылазку и сожгли машины.
Чтобы провести одновременную атаку в нескольких местах, карфагенский командующий приказал использовать могильные камни некрополя для заполнения оборонительного рва. Говорили, что за это святотатство карфагеняне были наказаны богами, так как в их войске разразилась эпидемия, жертвой которой стал и Ганнибал.
Сменивший его Гимилькон, видя, что войско поражено суеверным страхом, распорядился прекратить разрушать памятники, и пытался умилостивить богов, принеся мальчика в жертву Баал-Хаммону, и множество скота богу, которого античные авторы называют «Посейдоном». Заполнив ров, он начал ежедневные атаки крепости.

## Прибытие сиракузян
Сиракузяне, призвав на помощь союзников из Италии, Мессаны, Гелы и Камарины, собрали армию в 30 тыс. пехоты и 5 тыс. конницы и, поставив стратегом Дафнея, направили её к Акраганту в сопровождении флота из 30 кораблей.
Гимилькон выслал навстречу грекам 40-тыс. армию иберов и кампанцев, но Дафней в жестоком сражении на реке Гимере разгромил эту группу, убив более 6 тыс. человек, после чего преследовал беглецов до самого города. Когда союзное войско подошло к Акраганту, жители стали требовать от своих стратегов устроить вылазку и атаковать лагерь осаждающих, но стратеги побоялись оставлять город без защиты.
Когда акрагантские войска соединились с сиракузскими, стратеги были обвинены в предательстве и четверо из пяти были побиты камнями.
От осады вражеского лагеря Дафней отказался, так как тот был хорошо укреплен. Греческий стратег перекрыл дороги с помощью кавалерии, и, перехватывая отряды, выходившие добывать продовольствие, поставил врага в тяжелое положение. Страдавшие от голода наёмники едва не устроили в карфагенском лагере бунт, но Гимилькону удалось перехватить большой конвой с зерном, доставлявшимся в осажденный город морем из Сиракуз.

## Поражение греков
Не ожидая нападения, так как приближалась зима, сиракузяне отправили в конвой немного кораблей. Гимилькон вызвал из Мотии и Панорма 40 триер и атаковал корабли сопровождения, потопив восемь из них, а остальные заставив пристать к берегу. Захватив транспорты, он резко изменил соотношение сил, и кампанцы, служившие в Акраганте, считая, что борьба проиграна, выплатили грекам неустойку в 15 талантов и снова перешли к карфагенянам.
Акрагантцы, ожидая скорого снятия осады, не экономили продовольствие, поэтому его запасы скоро были исчерпаны. В панической обстановке распространялись различные слухи, Дексиппа обвиняли в получении взятки в 15 талантов, потому что он, якобы, сказал стратегам италиотов, что лучше продолжить войну в другом месте, чем голодать здесь. В результате италийские греки покинули Акрагант и увели войска к Мессенскому проливу.

## Эвакуация Акраганта
Проведя ревизию продовольственных запасов, правительство и стратеги приняли решение оставить город. Огромная толпа беженцев двинулась в Гелу, позднее сиракузяне разместили этих людей в Леонтинах. Старые и больные были брошены своими родственниками, немалое количество людей, не желавших покидать родину, покончило с собой.

## Оккупация и уничтожение города
Вступив в город незадолго до зимнего солнцестояния, Гимилькон перебил всех, кто в нем оставался, не пощадив и тех, кто искал убежища в храмах. Среди последних был Теллий, один из богатейших людей Сицилии. Видя, что спасения нет, он поджег храм Афины, и погиб в огне, избежав позорной и мучительной смерти, которой варвары предавали людей, и лишив победителей больших ценностей, погибших вместе с храмом.
В городе, который до этого ни разу не захватывали, карфагеняне собрали огромную добычу, в том числе знаменитого Быка Фаларида, которого Гимилькон отослал в Карфаген. В Акраганте хранилось много произведений искусства, картин и скульптур, которые были частью вывезены карфагенянами, частью — уничтожены.
Перезимовав в Акраганте, карфагеняне весной 405 до н. э. продолжили военные действия, а сам город разрушили, уничтожив, в том числе, недостроенный храм Зевса Олимпийского, который должен был стать крупнейшим на Сицилии.